# حكم مطلق مستنير

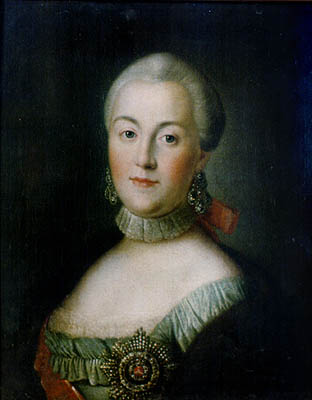
الإمبراطورة كاترين الثانية من روسيا

الحكم المطلق المستنير (كما أصطلح المؤرخون لاحقاً على تسميته الاستبداد الخيّر أو الاستبداد المستنير) هو شكل من أشكال الملكية المطلقة أو الاستبداد الذي استوحي من عصر التنوير. فاحتضن معظم هؤلاء الحكام من الملوك مبادئ التنوير، لاسيما تأكيدها على العقلانية. ومالوا لتبني مبادئ التسامح الديني وحرية التعبير وحق استحواذ الملكية الخاصة. كما كانوا أكثر تشجيعاً للفنون والعلوم والتعليم.

## التاريخ

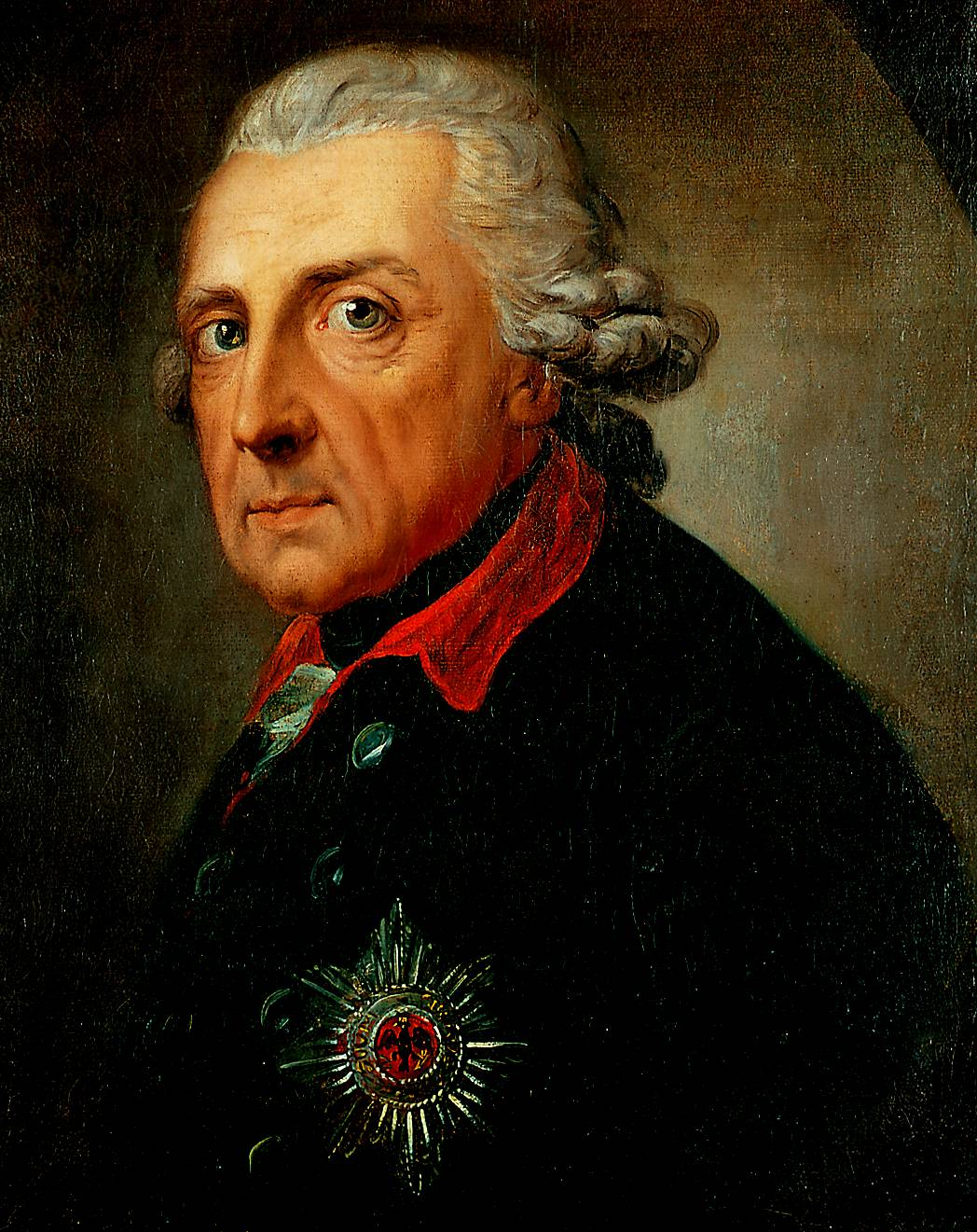
الملك فريدرش العظيم من بروسيا

ظل المفهوم الذي حدده رسمياً المؤرخ الألماني فيلهلم روشرفي عام 1847 مثيرا للجدل بين العلماء. بـُـشـّـر بروشر من قبل فولتير، الفيلسوف التنويري البارز الذي شعر بأن الملكية المستنيرة هي السبيل الحقيقي الوحيد للمضي قدماً بالنسبة للمجتمع، يمكن اعتبار أوبرا الناي السحري لموتسارت، التي كتبها إيمانويل شيكانيدر قصةً رمزيةً تدعو للحكم المطلق المستنير.
عقد الحكم المطلق المستنير أن السلطة الحاكمة لم تنبثق من الحق الإلهي ولكن من حيث العقد الاجتماعي الحاكم واجب الحكم بحكمة.
ويستند الفرق بين المطلق والمطلقة المستنيرة على تحليل مدى واسع من أنها احتضنت عصر التنوير. على سبيل المثال، على الرغم من الامبراطورة كاترين الثانية في روسيا مرفوض مفهوم العقد الاجتماعي، قالت انها تناولت العديد من الأفكار من التنوير، لكونها راعيا كبيرا للفنون في روسيا الإمبريالية وتتضمن العديد من الأفكار المستنيرة من الفلاسفة، وخاصة مونتسكيو، في نكازها، والتي كان من المفترض أن تنقيح القانون الروسي.
في الواقع، قضت الملوك بقصد تحسين حياة رعاياهم من أجل تعزيز أو تعزيز سلطتهم. وكان ضمنا في هذه الفلسفة أن يعرف السيادية لها مصالح رعاياه أو أفضل من أنفسهم؛ لها أو مسؤولية وصوله إليها وبالتالي يحول دون مشاركتها السياسية.
ومع ذلك، ناقش المؤرخين التنفيذ الفعلي للحكم المطلق المستنير. وهم يميزون بين «تنوير» الحاكم شخصياً وبين تنوير نظامه. على سبيل المثال، درس فريدرش الثاني «العظيم» ملك بروسيا أفكار التنوير الفرنسية في شبابه، وحافظ على تلك الأفكار في حياته الخاصة بالغاً، ولكن في نواح كثيرة لم يتمكن أو لم يكن راغباً في إحداث إصلاحات تنويرية في الممارسة العملية. استخدم حكام أخرون من أمثال سيباستياو جوزيه دي كارفالو ه ميلو رئيس وزراء ملك البرتغال جوزيه الأول، التنوير ليس فقط لتحقيق الإصلاحات بل أيضا لتعزيز الاستبداد وسحق المعارضة، وقمع النقد، والمزيد من الاستغلال الاقتصادي الاستعماري ومن تعزيز السيطرة والربح الشخصي.
كتب فريدرش العظيم مقالاً عن المطلق المستنير مدافعاً عن نظام الحكم هذا.

## نقد فكرة الحكم المطلق المستنير
يرى المهتمون أن فكرة الحكم المطلق المستنير هي من باب الالتفاف على كفاح العقل المستنير، والتفكير المعادٍ للديمقراطية. وهو أمر متجاوز بحكم عصر الأنوار، حتى أنه ارتبط ارتباطا وثيقا بميكافيلي. الميكيافيلية التي باتت منبوذة من منظور القيم الإنسانية والأخلاقية في منظومات الداخلية لشعوب ودول ديموقراطية عريقة، التي تسير تحت مبائ العقد الاجتماعي.
وفي القيم الأوربية في العصر الحديث، فهي تتبنى قيم عصر الأنوار، بينما داخليا لا تسير على منوال ميكافيلي الذي لفضته من جسدها ومنظومتها الدخلية، تحت كذبة الحكم المطلق المستنير. وهي بذلك تضمن لنفسها استمرارية الإستقرار الاجتماعي والسياسي والعلمي والتقني بتحقيق الدولة المنسجمة، بينما الحكم المطلق كيفما كان وتحت أي غطاء، فلن يستطيع تحقيق ميكانيزمات الدولة المنسجمة المبنية على المساواة وتكافؤ الفرص.

## معرض صور

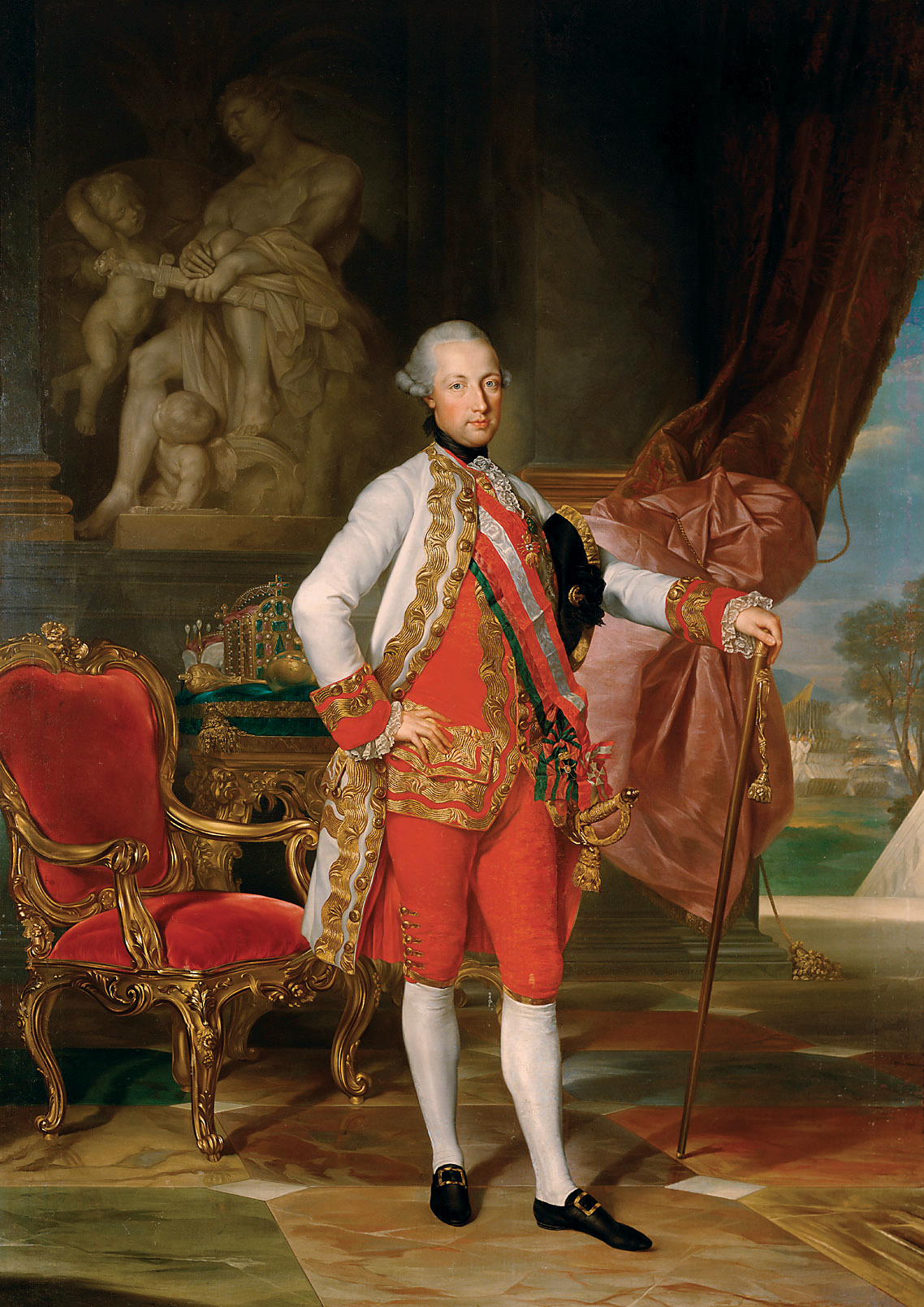
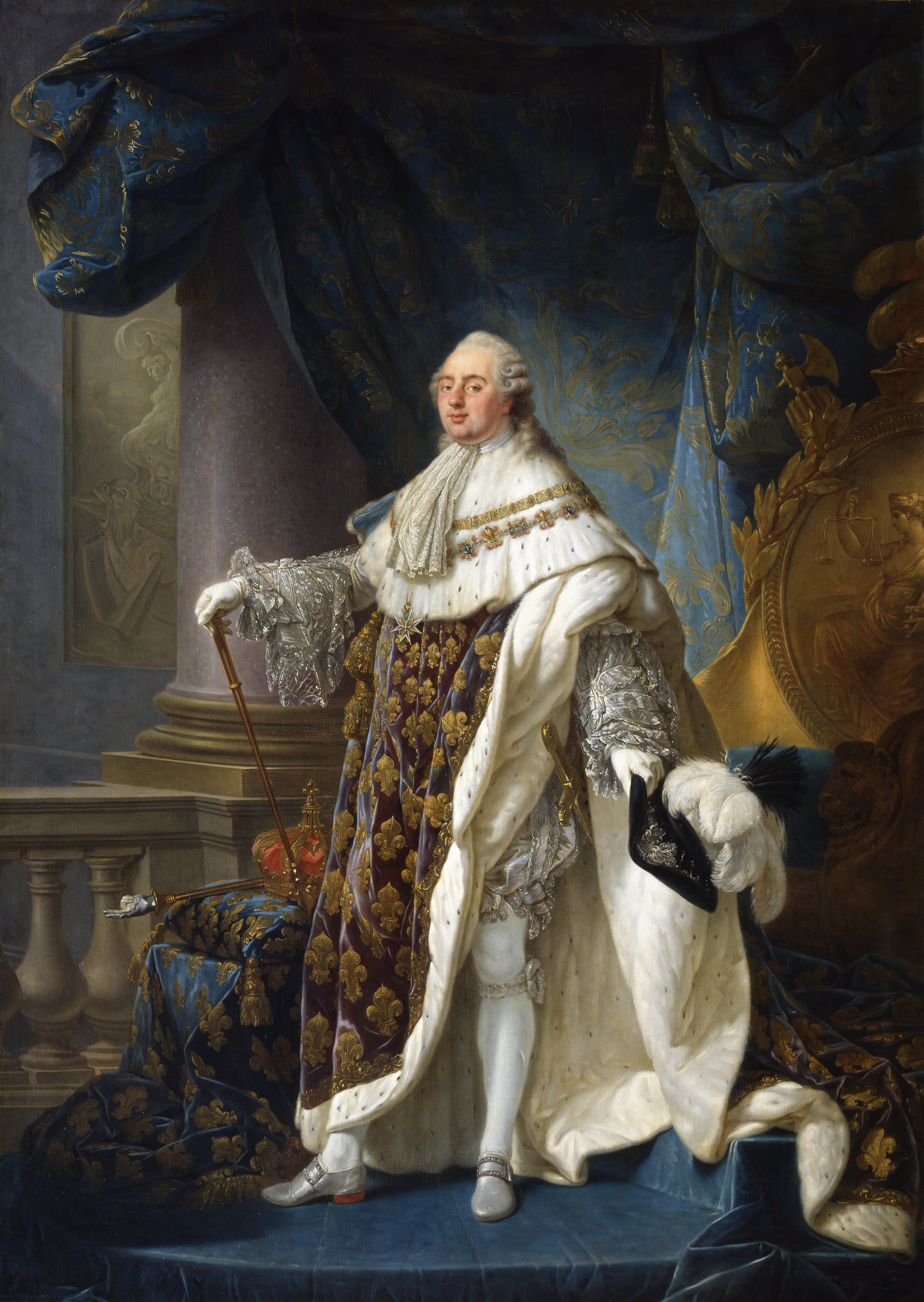
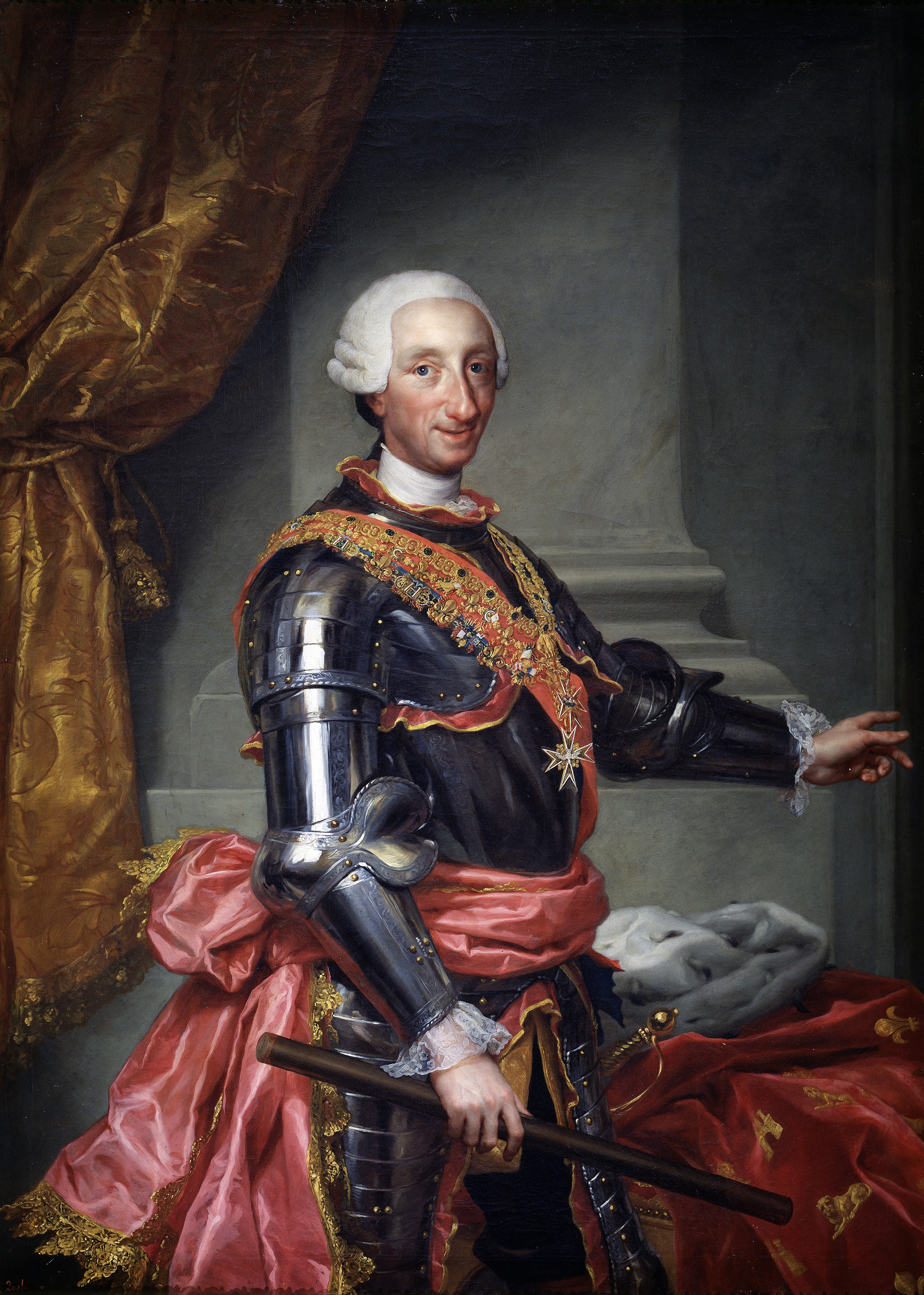
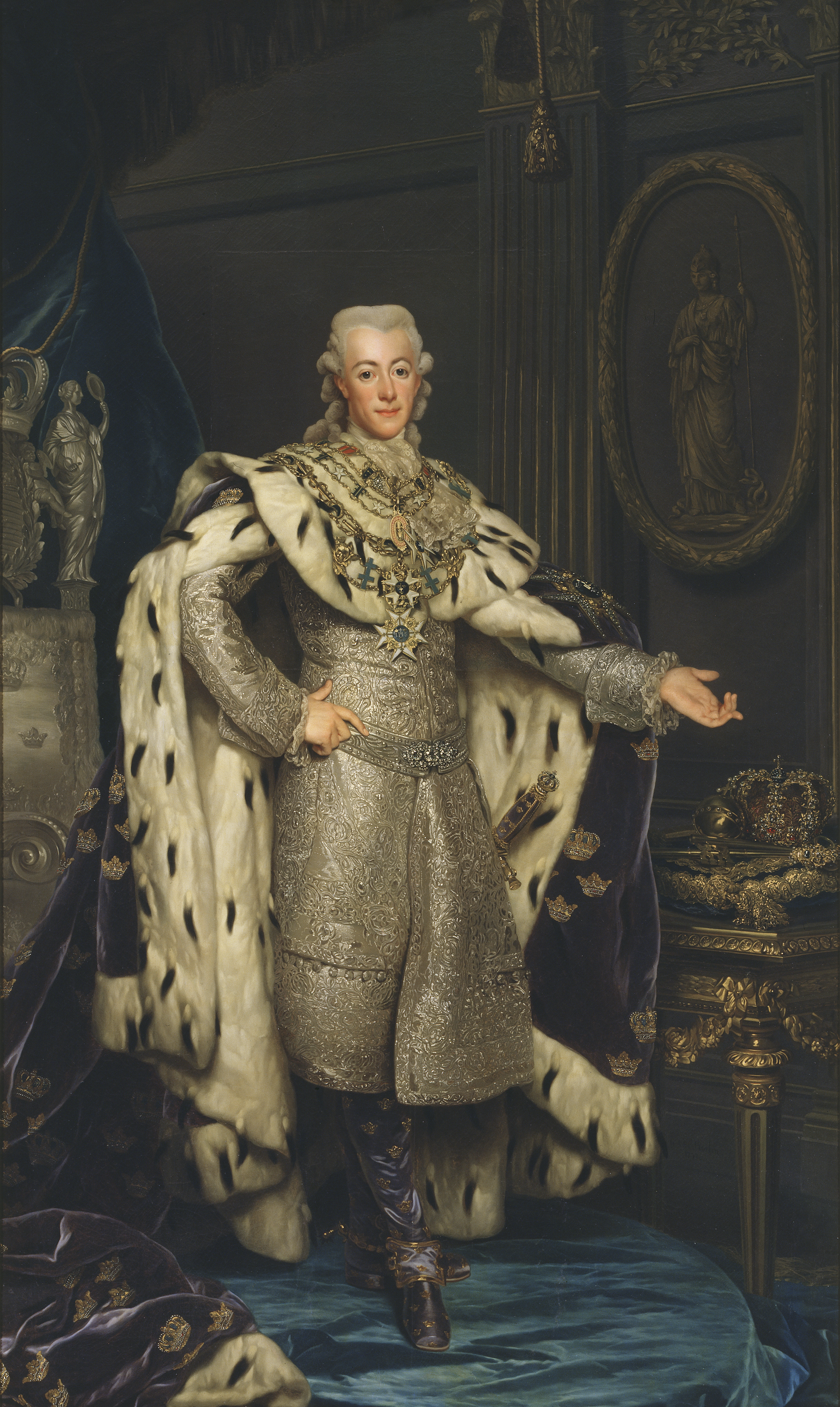
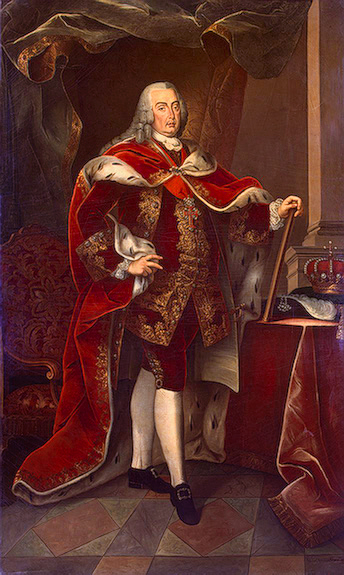